# Winoa
Winoa ist ein französisches Unternehmen und der weltgrößte Hersteller von Stahl-Strahlmitteln (Handelsname W Abrasives). 1961 wurde Winoa als Wheelabrator Allevard, ein Gemeinschaftsunternehmen von Wendel und der amerikanischen Wheelabrator gegründet. Ende 2013 wurde das Unternehmen von KKR übernommen.
Wegen Beteiligung an einem Kartell wurde 2014 von der Europäischen Kommission eine Buße von 27,5 Millionen € gegen Winoa verhängt.